# نارندر کی. سگال
نارندر کی. سگال (انگلیسی: Narender K. Sehgal; ۷ نوامبر ۱۹۴۰ – ۷ سپتامبر ۲۰۲۰) دانشمند در زمینه فیزیک ذرات اهل هند بود.
وی همچنین برندهٔ جوایزی همچون جایزه کالینگا شده‌است.